# Chyquy
Sacerdote muisca. Persona que se encargaba de la intermediación entre la comunidad y sus divinidades. Su actividad se asociaba a las de un mohán o chamán. Los Chyquy debían ser investidos por la autoridad del Zipa y era el Chyquy-Zibyntyba de Iraca la única persona que podía ejercer autoridad sobre el Zipa ya que se consideraba sucesor de Bochica.
Debido a la variación ortográfica, varios cronistas referencian al Chyquy como  chiqui, chuque, xeque y jeque.
La palabra se encuentra consignada en el Manuscrito 158 de la Biblioteca Nacional de Colombia y en la Historia General de las conquistas del Nuevo Reino de Granada, Lucas Fernández de Piedrahíta describía a los Chyquy como:

Estos Xeques tenían su morada, y habitación en los Templos, y trataré de sus costumbres, para que algunas dellas sirvan de confusión a los que somos indignos ministros de Dios. No se les permitía casarse, vivían castamente, y era tanto el rigor con que se atendía a que en esto fuesen observantes, que si había presunción de lo contrario, los privaban del ministerio. Decían que teniéndolos por hombres santos, a quienes respetaba, y honraban mas que a todos, y con quienes consultaban las materias más graves, era de mucha indecencia y estorbo que fuesen profanos y sensuales; y añadían que las manos con que se hacían las ofrendas y sacrificios a los Dioses en sus templos, debían ser limpias y no polutas. Vivían con notable recogimiento, y eran tan abstinentes, que cuando comían era muy poco y ligero. Hablaban pocas palabras y dormían menos, porque lo más de la noche lo gastaban en mascar hayo, que es la yerba que en el Perú llaman coca, y son ciertas hojas como las del zumaque, y de la misma suerte las labranzas en que las crían

En los escritos de Fray Pedro, este define el significado de chyquy como:

... es el sacerdote de los Ídolos, el que ayuna, y haze las ofrendas: es vocablo corrompido por los Españoles, porque en su propiedad, se llama cheque, es lo mismo que mohán en otras provincias